# Citroën C5
Citroën C5 – samochód osobowy klasy średniej produkowany pod francuską marką Citroën od 2001 roku. Od 2022 roku produkowana jest trzecia generacja modelu. 

## Pierwsza generacja

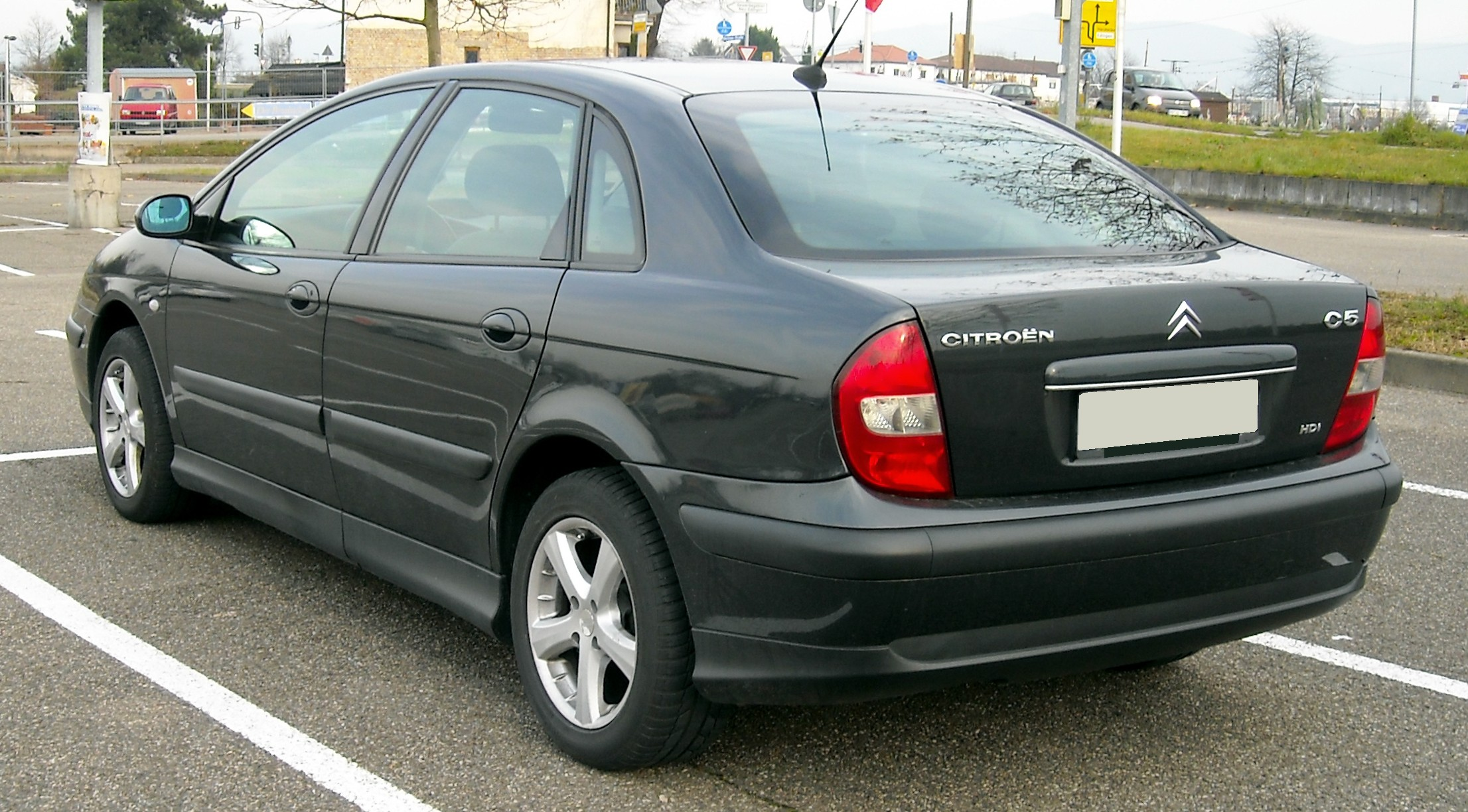
Citroën C5 I – tył

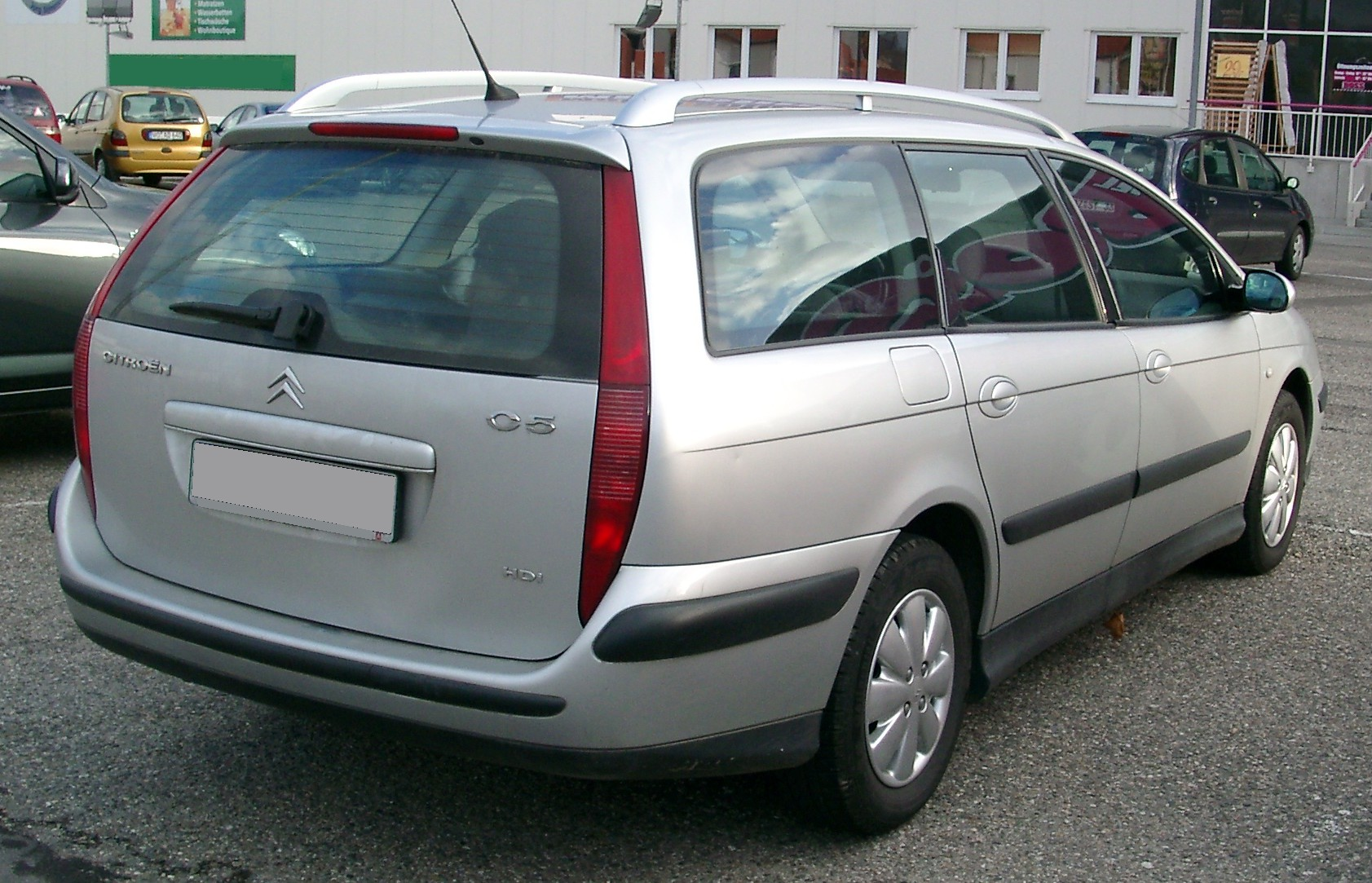
Citroën C5 I Kombi

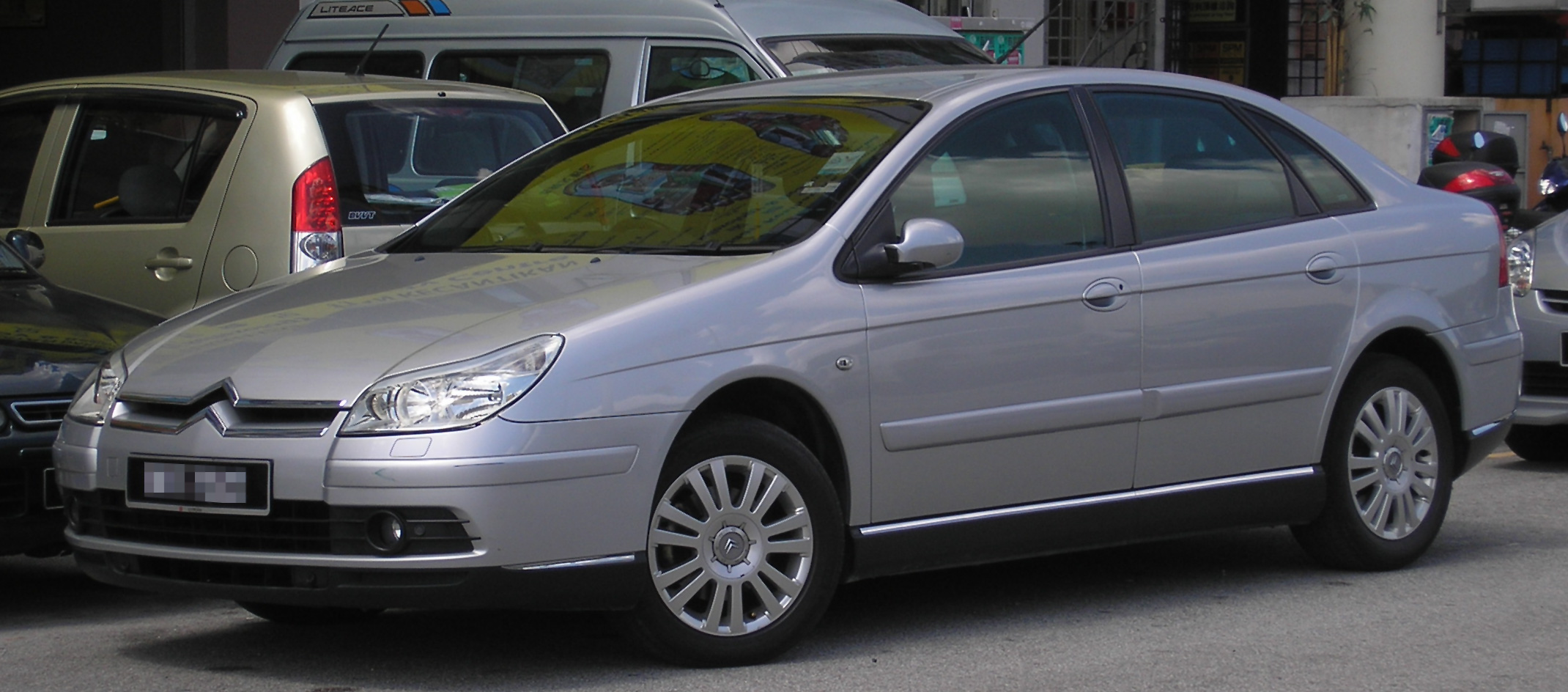
Citroën C5 I po liftingu

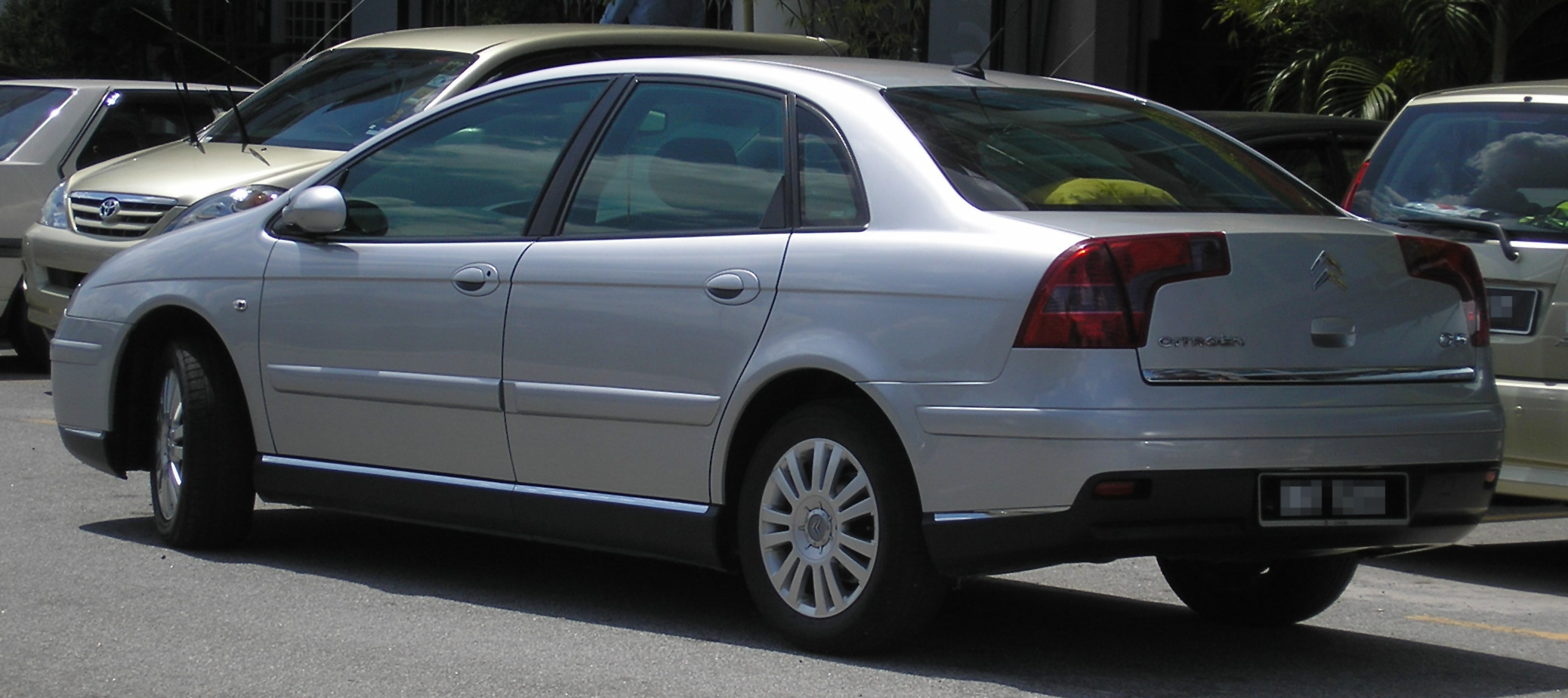
Citroën C5 I- tył po liftingu

Citroën C5 I został zaprezentowany po raz pierwszy w 2000 roku.
Początkowo C5 był dostępny z silnikami benzynowymi: 2.0, 2.0 HPi (z bezpośrednim wtryskiem benzyny) oraz 3.0 V6, a także z silnikami wysokoprężnymi Common rail: 2.0 HDI i 2.2 HDI. Na wiosnę 2001 roku wraz z wprowadzeniem wersji Break zaoferowano także benzynowy silnik 1.8. Jesienią 2003 roku zrezygnowano z produkcji silnika 2.0 HPi oraz wprowadzono do oferty silnik wysokoprężny 2.0 HDi o mniejszej mocy – 90 KM.
Od momentu premiery C5 wzbudzał duże emocje wśród miłośników marki – krytykowano go za zbytnią pospolitość i nudność. Jednak okazał się trwałym i solidnym samochodem, co przełożyło się na dobrą sprzedaż. Wyposażony jest w zmodyfikowany układ hydropneumatyczny trzeciej generacji – zrezygnowano z integracji układu hamulcowego z układem zawieszenia. To pierwszy model Citroëna z takim układem. Pompa hydrauliczna nie jest napędzana silnikiem samochodu – zintegrowano ją w jeden układ z silnikiem elektrycznym. Całość zawieszenia uzbrojona jest w zespół czujników, które na bieżąco śledzą jego pracę i przesyłają dane do komputera korygującego nastawy.

### Lifting (X3)
We wrześniu 2004 roku przeprowadzono znaczny facelifting modelu. Zmieniono wygląd nadwozia oraz odświeżono wnętrze. Zmodyfikowany został przód jak również tył pojazdu (nowe reflektory i lampy, zderzaki). Podczas modernizacji wzbogacono także wyposażenie C5. Jednocześnie zmodyfikowano gamę silników. Benzynowe jednostki 1.8 16V i 2.0 16V otrzymały więcej mocy i momentu obrotowego, a silniki wysokoprężne zastąpiono nowymi szesnastozaworowymi jednostkami 1.6 HDI oraz 2.0 HDI.
W 2006 roku wprowadzono do oferty całkowicie nowy silnik wysokoprężny 2.2 HDI z dwiema turbosprężarkami. Jednocześnie zwiększono moc podstawowej jednostki benzynowej 1.8 16V do 125 KM.
Do grudnia 2007, wkrótce przed zakończeniem produkcji, wyprodukowano 720 000 samochodów C5.

### Wersje specjalne
Istnieje prototypowa wersja C5 by wire – wyposażona w nowatorski układ sterujący – zintegrowano w kierownicy zarówno pedał hamulca jak i przyspieszenia, zaś całość poleceń sterujących przekazywana jest wyłącznie cyfrowo – kierownica nie ma fizycznego połączenia z układem jezdnym. Jest to bardzo dobre rozwiązanie np. dla osób z niepełnosprawnościami, niestety ze względu na obowiązujące przepisy nieprędko znajdzie się na drogach Europy.

### Zawieszenie Hydractive
C5 I był dostępny w dwóch wersjach zawieszenia. Hydractive 3 oraz Hydractive 3+. Druga wersja posiadała dodatkowo tryb „SPORT”, który zmieniał nastawy zawieszenia. W praktyce wybór trybu sport zmniejszał wychyły nadwozia na zakrętach.

### Wyposażenie
Citroën C5 dostępny jest z bogatym pakietem wyposażeniowym, zawierającym m.in.:
- skórzaną tapicerkę
- nawigację satelitarną
- systemy wspomagające jazdę – ESP, ABS
- pełną elektrykę foteli, lusterek i szyb
- samoprzyciemniające się lusterko wewnętrzne
- wycieraczki z czujnikiem deszczu
- światła z czujnikiem zmierzchu
- tempomat
- automatyczną klimatyzację dwustrefową

### Silniki (przed liftingiem)
- Benzynowe

| Silnik                       | Pojemność skokowa [cm³] | Moc maksymalna [KM] ( [kW] ) przy obr./min | Maks. moment obrotowy [Nm] przy obr./min | Układ i liczba cylindrów | Układ rozrządu/ liczba zaworów | Przyśpieszenie (s) 0–100 km/h | Prędkość maksymalna km/h | Spalanie (l/100 km) miasto/trasa/średnio |
| ---------------------------- | ----------------------- | ------------------------------------------ | ---------------------------------------- | ------------------------ | ------------------------------ | ----------------------------- | ------------------------ | ---------------------------------------- |
| 1.8 16V                      | 1749                    | 116 (85)/5500                              | 160/4000                                 | R4                       | DOHC/16                        | 12,1                          | 196                      | 10,6/6,0/7,7                             |
| 2.0 16V                      | 1997                    | 136 (100)/6000                             | 190/4100                                 | R4                       | DOHC/16                        | 10,8                          | 208                      | 11,3/6,2/8,1                             |
| 2.0 16V 4-bieg. Aut.         | 1997                    | 136 (100)/6000                             | 190/4100                                 | R4                       | DOHC/16                        | 12,3                          | 202                      | 13,3/6,1/8,7                             |
| 2.0 16V HPI                  | 1997                    | 140 (103)/6000                             | 192/4000                                 | R4                       | DOHC/16                        | 9,6                           | 210                      | 10,3/6,0/7,5                             |
| 3.0 V6                       | 2946                    | 207 (152)/6000                             | 285/3750                                 | V6                       | DOHC/24                        | 8,1                           | 240                      | 13,9/7,1/9,6                             |
| 3.0 V6 4-bieg. Aut.          | 2946                    | 207 (152)/6000                             | 285/3750                                 | V6                       | DOHC/24                        | 9,7                           | 232                      | 14,5/7,6/10,2                            |
| 3.0 V6 Carlsson 4-bieg. Aut. | 2946                    | 235 (173)/6000                             | 320/3650                                 | V6                       | DOHC/24                        | 8,6                           | 245                      | 15,0/8,4/10,9                            |

- Diesla

| Silnik           | Pojemność skokowa [cm³] | Moc maksymalna [KM] ( [kW] ) przy obr./min | Maks. moment obrotowy [Nm] przy obr./min | Układ i liczba cylindrów | Układ rozrządu/ liczba zaworów | Przyśpieszenie (s) 0–100 km/h | Prędkość maksymalna km/h | Spalanie (l/100 km) miasto/trasa/średnio |
| ---------------- | ----------------------- | ------------------------------------------ | ---------------------------------------- | ------------------------ | ------------------------------ | ----------------------------- | ------------------------ | ---------------------------------------- |
| 2.0 HDI          | 1997                    | 90 (66)/4000                               | 205/1900                                 | R4                       | OHC/8                          | 13,8                          | 185                      | 7,4/4,6/5,6                              |
| 2.0 HDI          | 1997                    | 109 (80)/4000                              | 250/1750                                 | R4                       | OHC/8                          | 12,5                          | 192                      | 7,4/4,6/5,6                              |
| 2.2 16V HDI      | 2179                    | 133 (98)/4000                              | 314/2000                                 | R4                       | DOHC/16                        | 10,9                          | 205                      | 8,8/4,9/6,4                              |
| 2.2 16V HDI Aut. | 2179                    | 133 (98)/4000                              | 314/2000                                 | R4                       | DOHC/16                        | 12,3                          | 201                      | 9,8/5,4/7,0                              |

### Silniki (po liftingu)
- Benzynowe

| Silnik                       | Pojemność skokowa [cm³] | Moc maksymalna [KM] ( [kW] ) przy obr./min | Maks. moment obrotowy [Nm] przy obr./min | Układ i liczba cylindrów | Układ rozrządu/ liczba zaworów | Przyśpieszenie (s) 0–100 km/h | Prędkość maksymalna km/h | Spalanie (l/100 km) miasto/trasa/średnio |
| ---------------------------- | ----------------------- | ------------------------------------------ | ---------------------------------------- | ------------------------ | ------------------------------ | ----------------------------- | ------------------------ | ---------------------------------------- |
| 1.8 16V                      | 1749                    | 125 (92)/6000                              | 170/3750                                 | R4                       | DOHC/16                        | 10,0                          | 201                      | 10,4/5,9/7,6                             |
| 2.0 16V                      | 1997                    | 140 (103)/6000                             | 200/4000                                 | R4                       | DOHC/16                        | 9,1                           | 210                      | 11,1/6,3/8,0                             |
| 2.0 16V 4-bieg. Aut.         | 1997                    | 140 (103)/6000                             | 200/4000                                 | R4                       | DOHC/16                        | 10,2                          | 207                      | 12,4/6,4/8,6                             |
| 3.0 V6 6-bieg. Aut.          | 2946                    | 207 (152)/6000                             | 285/3750                                 | V6                       | DOHC/24                        | 8,6                           | 230                      | 14,7/7,2/10,0                            |
| 3.0 V6 Carlsson 6-bieg. Aut. | 2946                    | 235 (173)/6000                             | 320/3650                                 | V6                       | DOHC/24                        | 8,1                           | 245                      | 15,0/8,4/10,9                            |

- Diesla

| Silnik              | Pojemność skokowa [cm³] | Moc maksymalna [KM] ( [kW] ) przy obr./min | Maks. moment obrotowy [Nm] przy obr./min | Układ i liczba cylindrów | Układ rozrządu/ liczba zaworów | Przyśpieszenie (s) 0–100 km/h | Prędkość maksymalna km/h | Spalanie (l/100 km) miasto/trasa/średnio |
| ------------------- | ----------------------- | ------------------------------------------ | ---------------------------------------- | ------------------------ | ------------------------------ | ----------------------------- | ------------------------ | ---------------------------------------- |
| 1.6 16V HDI         | 1560                    | 109 (80)/4000                              | 240/1750                                 | R4                       | DOHC/16                        | 11,3                          | 190                      | 6,8/4,5/5,4                              |
| 2.0 16V HDI         | 1997                    | 136 (100)/4000                             | 320/2000                                 | R4                       | DOHC/16                        | 9,8                           | 205                      | 7,8/5,0/6,0                              |
| 2.0 16V HDI Aut.    | 1997                    | 136 (100)/4000                             | 320/2000                                 | R4                       | DOHC/16                        | 11,3                          | 205                      | 10,0/5,5/7,1                             |
| 2.2 16V BiTurbo HDI | 2179                    | 170 (125)/4000                             | 370/1500                                 | R4                       | DOHC/16                        | 9,3                           | 222                      | 8,1/5,0/6,1                              |

## Druga generacja

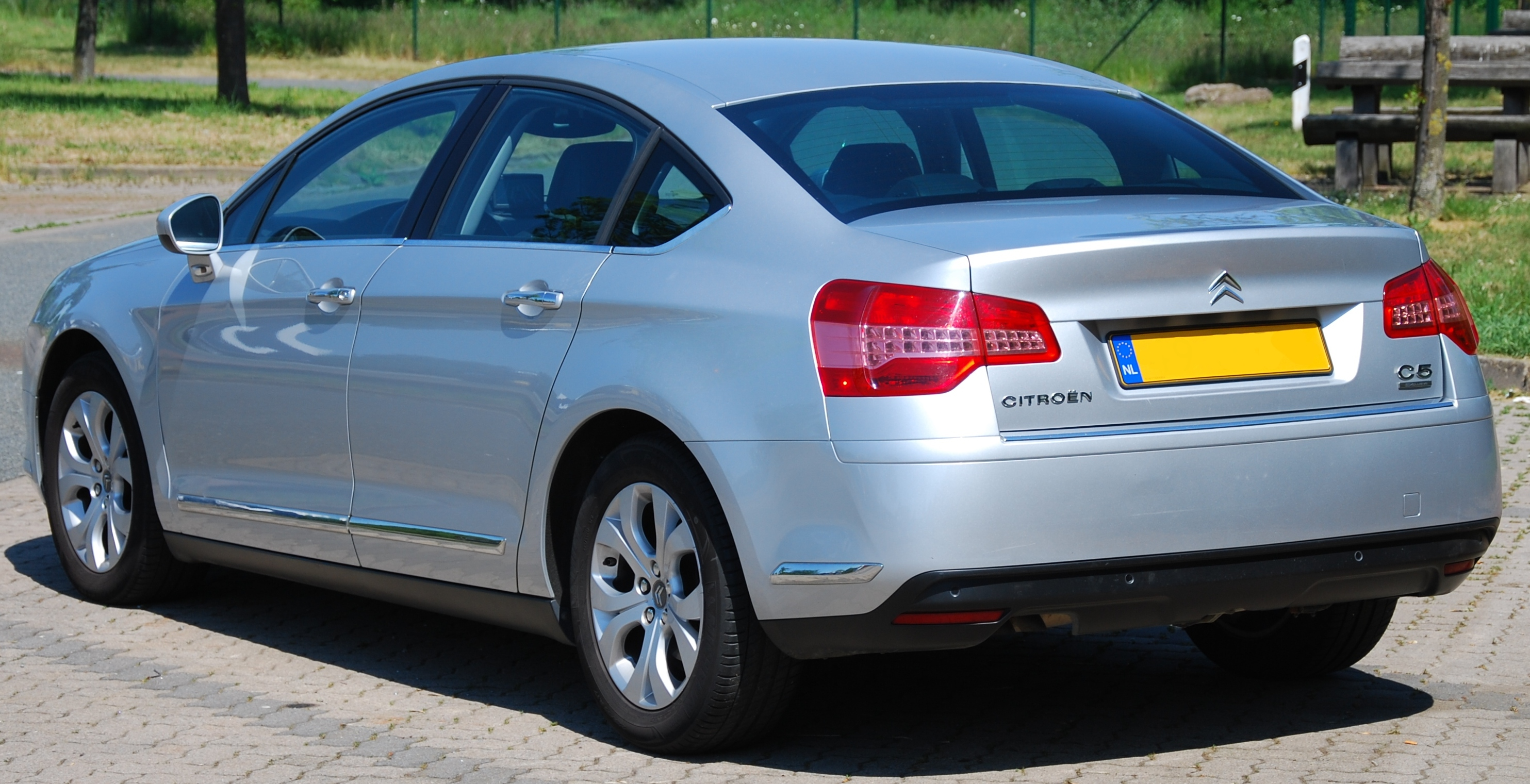
Citroën C5 II – tył

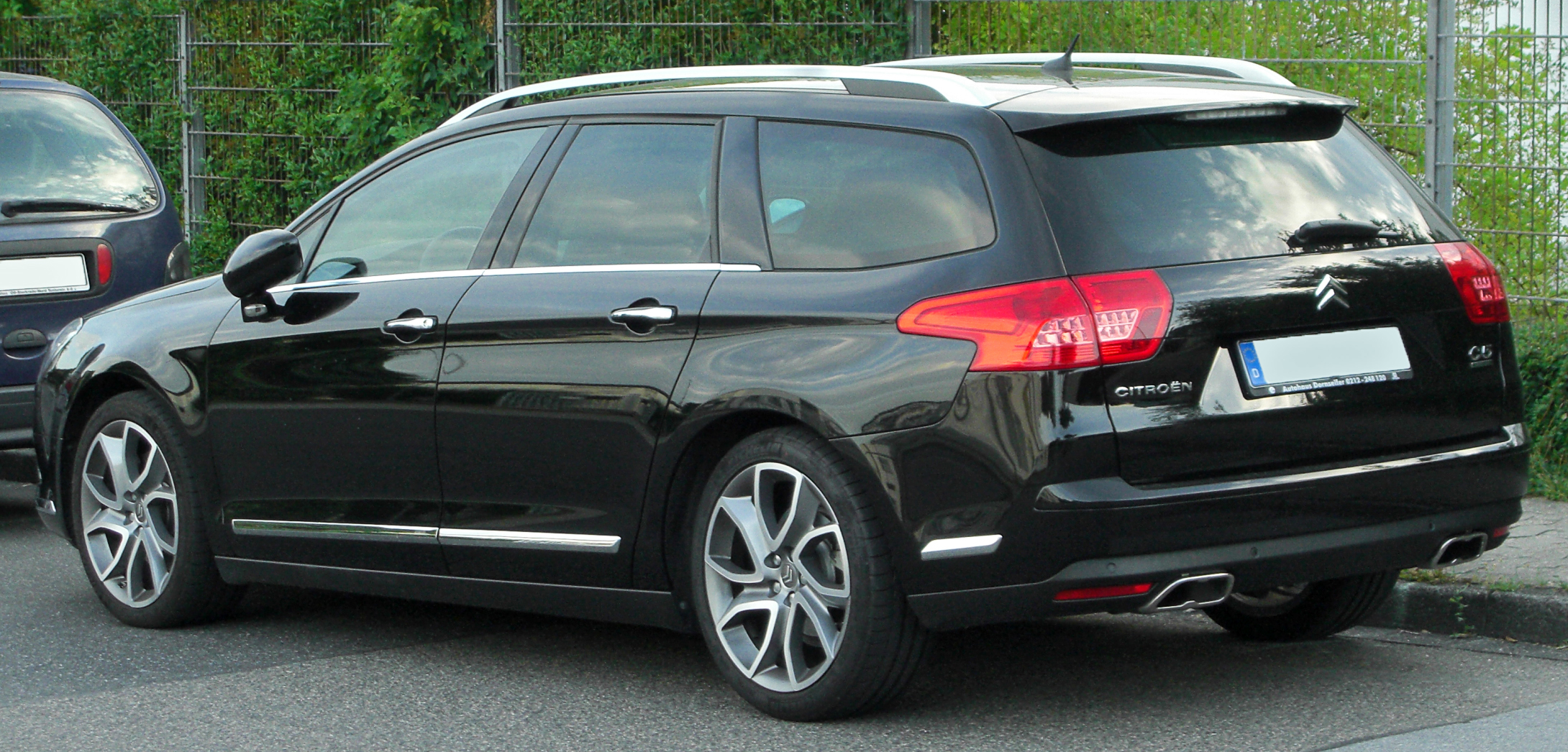
Citroën C5 II Kombi

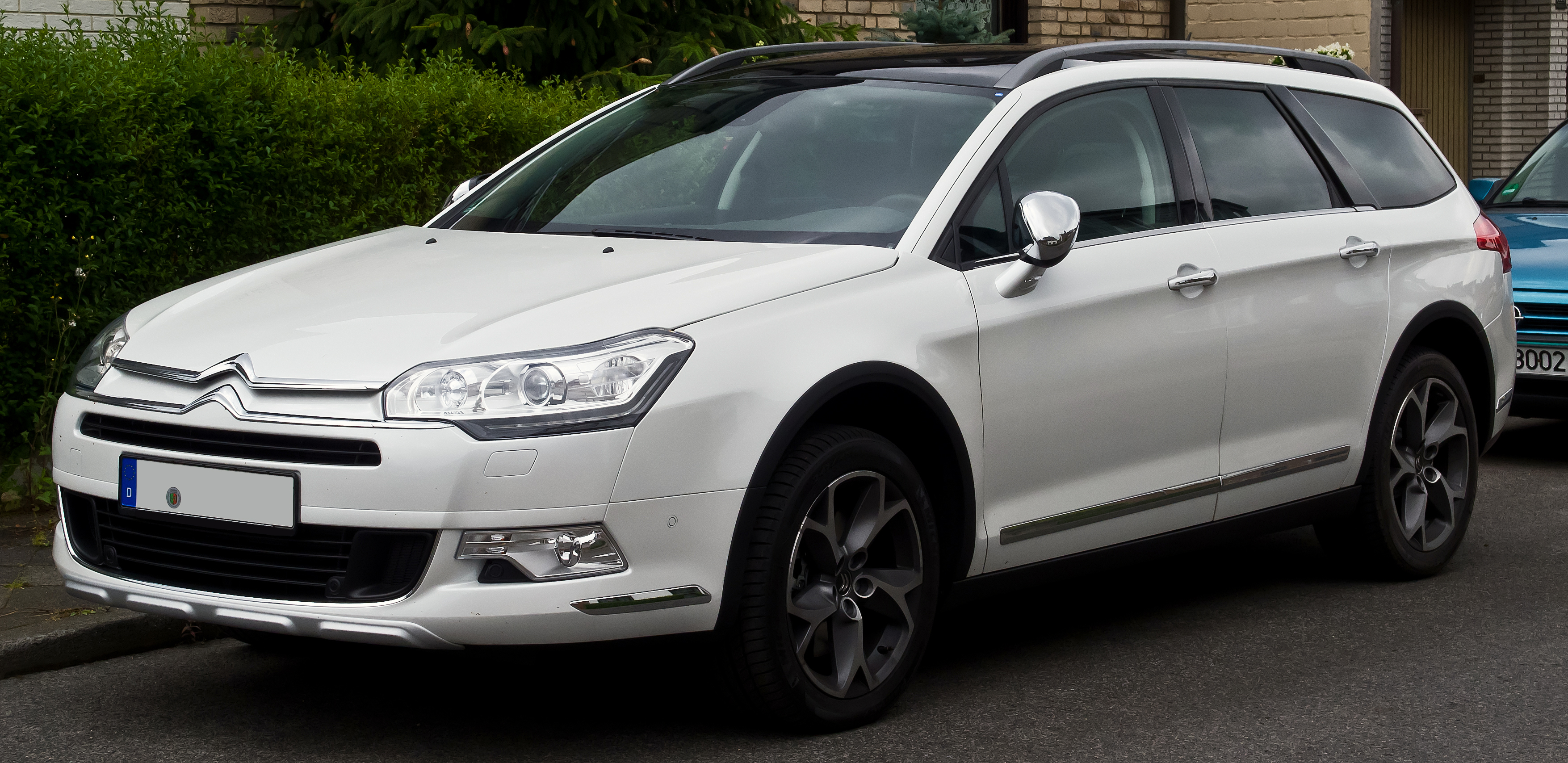
Citroën C5 CrossTourer

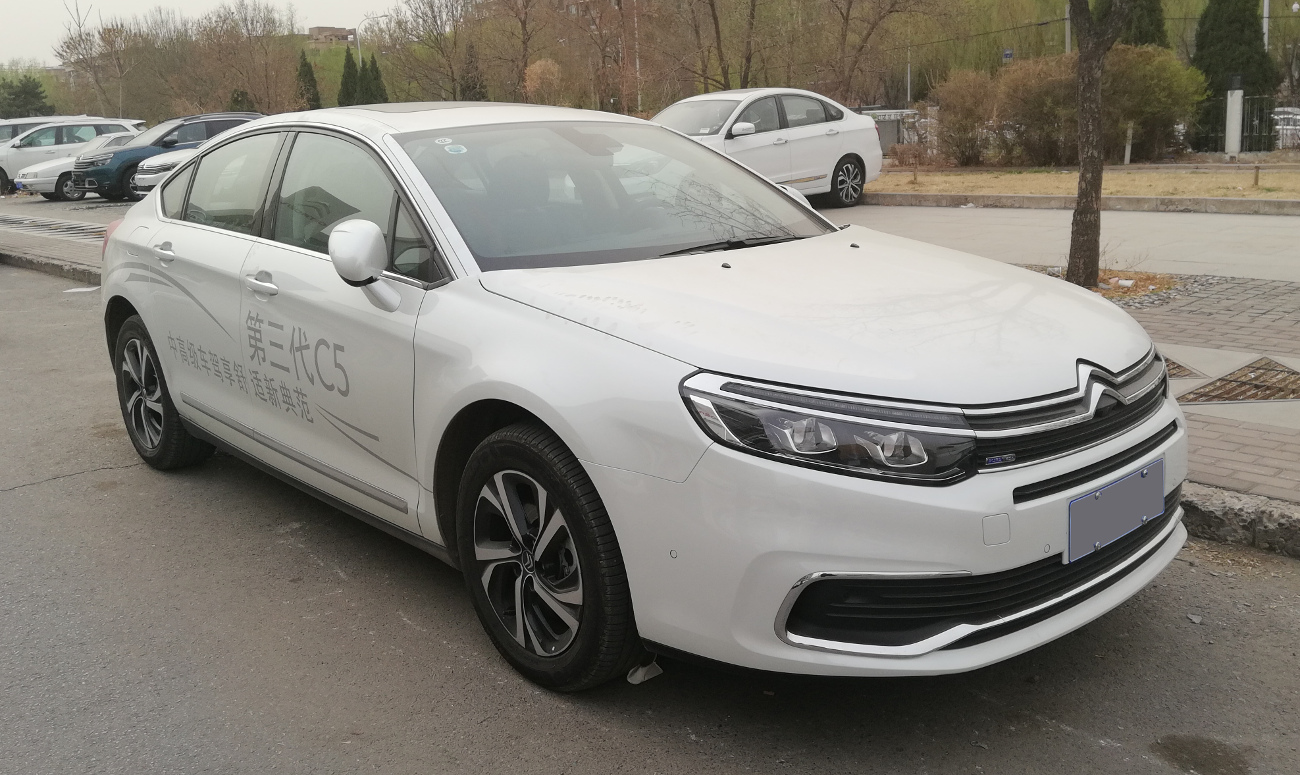
chiński Citroën C5 II po liftingu

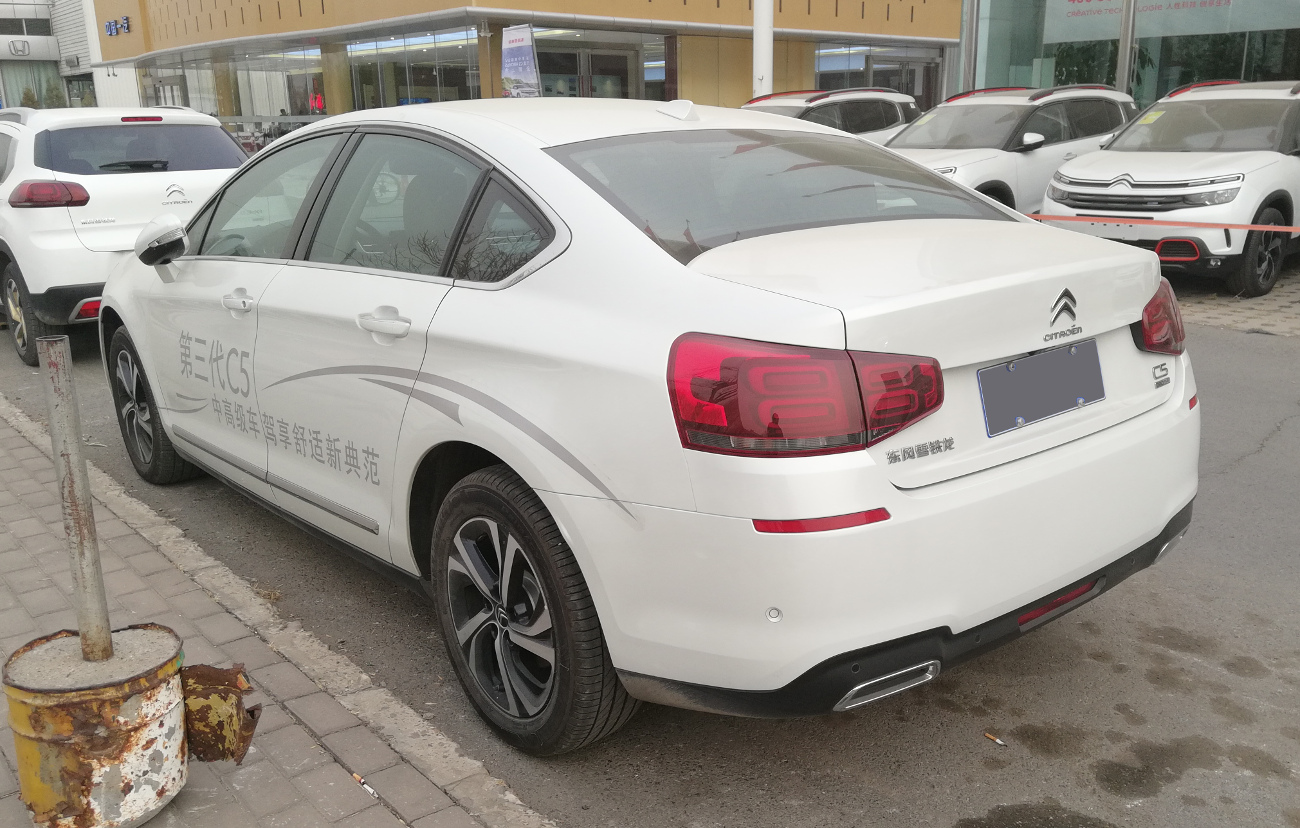
chiński Citroën C5 II – tył po liftingu

Citroën C5 II został zaprezentowany po raz pierwszy w 2007 roku.
Citroën C5 drugiej generacji był dostępny w dwóch wersjach nadwozia (sedan i kombi) z dwoma rodzajami zawieszenia. W zależności od wersji Citroën klasy średniej może być wyposażony w zawieszenia wielowahaczowe (przód: trójkątne wahacze poprzeczne, tył: zawieszenie wielowahaczowe + system zmiennej amortyzacji AMVAR – oferowany standardowo do silników V6), gwarantującej dobre właściwości jezdne przy stosunkowo wysokim komforcie resorowania (konstrukcja jak w Peugeocie 407) lub w zawieszenie hydropneumatyczne HYDRACTIVE III+ (znane z Citroëna C6). W obecnej generacji zastosowano płytę podłogową z modelu C6, dzięki czemu C5 ma spory rozstaw osi wynoszący 2815 mm.
Jesienią 2010 roku (na 2011 rok modelowy) przeprowadzono minimalny facelifting ograniczający się do wprowadzenia reflektorów ze światłami do jazdy dziennej w technologii LED, oraz nieco zmienionych kloszy tylnych świateł. Wprowadzono też zmiany do gamy silników. W 2012 roku przeprowadzono kolejną niewielką modernizację, wprowadzając nieco łagodniejsze chromowane krawędzie atrapy chłodnicy, tworzące znak Citroëna, w miejsce ostrych. Wprowadzono też nowy wzór 17-calowych obręczy aluminiowych.

### C5 CrossTourer
W lutym 2014 roku zaprezentowano Citroëna C5 CrossTourer. To wersja „uterenowiona” tego modelu. Samochód dostępny jest wyłącznie jako kombi, a cechuje się podniesionym zawieszeniem (opcjonalnie aktywnym Hydractive III+) i nieco bardziej agresywną stylizacją. Nie przewidziano jednak napędu wszystkich kół.

### Koniec produkcji i następca
1 czerwca 2017 roku, w związku ze zmniejszeniem zainteresowania, zakończono we Francji produkcję drugiej generacji C5. Jest to jednocześnie koniec produkcji modeli z zawieszeniem hydropneumatycznym (C5 był ostatnim samochodem wyposażonym w Hydractive). Wyprodukowano w Europie ok. 430 tysięcy drugiej generacji C5. Samochód nie otrzymał bezpośredniego następcy w swoim segmencie, a sztandarowym, rodzinnym modelem stał się odtąd kompaktowy crossover C5 Aircross. W 2018 roku potwierdzono plany wprowadzenia następcy segmentu D, wskazując na przełom 2020 i 2021 roku.

### Chiny (X7R, 第三代 C5)
Po tym, jak w 2017 roku zakończono produkcję C5 II w Europie, Citroen podjął decyzję o kontynuacji produkcji modelu w Chinach specjalnie z myślą o lokalnym rynku. W kwietniu tegoż roku na Shanghai Auto Show przedstawiono chińskie C5 po gruntownej modernizacji, która objęła pas przedni, tylny i kokpit. Z przodu pojawiły się inne reflektory, atrapa chłodnicy i zderzak, a z tyłu zaokrąglono dwuczęściowe lampy i zamontowano nowe wypełnienie oświetlenia. Ponadto, w środku pojawił się duży ekran dotykowy do sterowania systemem multimedialnym i zniknęła kierownica z nieruchomym środkiem na rzecz tradycyjnego rozwiązania.
Modernizacja C5 nie przyniosła pozytywnych rezultatów i jedynie chwilowo zatrzymała spadającą sprzedaż modelu na rynku chińskim. Rok po premierze, w 2018 roku sprzedało się 5070 egzemplarzy, a w 2019 roku – zaledwie 725.

### Wyposażenie
Samochód dostępny był w 4 wersjach wyposażenia. We wszystkich standardowo instalowane były np. 7 poduszek powietrznych, automatyczna klimatyzacja, ABS, ESP, elektrycznie sterowane szyby, radio CD z MP3 (Audio Clarion 24bit + głośniki JBL). Zawieszenie HYDRACTIVE III+ jest dostępne tylko w wersjach Comfort i Exclusive.
Oferowane wersje wyposażenia:
- Attraction
- Dynamique
- Comfort
- Exclusive

### Silniki
Benzynowe
| Silnik       | Pojemność skokowa [cm³] | Moc maksymalna [KM] ( [kW] ) przy obr./min | Maks. moment obrotowy [Nm] przy obr./min | Układ i liczba cylindrów | Układ rozrządu/ liczba zaworów | Przyspieszenie (s) 0–100 km/h | Prędkość maksymalna km/h | Spalanie (l/100 km) średnie |
| ------------ | ----------------------- | ------------------------------------------ | ---------------------------------------- | ------------------------ | ------------------------------ | ----------------------------- | ------------------------ | --------------------------- |
| 1.8 16V      | 1749                    | 127 (92)/7800                              | 170/3750                                 | R4                       | DOHC/16                        | 12,2                          | 200                      | 7,9                         |
| 2.0 16V      | 1997                    | 140 (103)/6000                             | 200/4000                                 | R4                       | DOHC/16                        | 10,7                          | 205                      | 8,9                         |
| 1.6 THP      | 1598                    | 156 (115)/6000                             | 240/1400                                 | R4                       | DOHC/16                        | 8,6                           | 210                      | 7,1                         |
| 1.6 THP Aut. | 1598                    | 156 (115)/6000                             | 240/1400                                 | R4                       | DOHC/16                        | 10,7                          | 210                      | 7,7                         |
| 3.0 V6 Aut.  | 2946                    | 211 (155)/6000                             | 290/3750                                 | V6                       | DOHC/24                        | 9,2                           | 224                      | 10,5                        |

- Diesla

| Silnik                   | Pojemność skokowa [cm³] | Moc maksymalna [KM] ( [kW] ) przy obr./min | Maks. moment obrotowy [Nm] przy obr./min | Układ i liczba cylindrów | Układ rozrządu/ liczba zaworów | Przyśpieszenie (s) 0–100 km/h | Prędkość maksymalna km/h | Spalanie (l/100 km) średnio |
| ------------------------ | ----------------------- | ------------------------------------------ | ---------------------------------------- | ------------------------ | ------------------------------ | ----------------------------- | ------------------------ | --------------------------- |
| 1.6 16V HDI              | 1560                    | 109 (80)/4000                              | 240/1750                                 | R4                       | DOHC/16                        | 12,2                          | 191                      | 5,3                         |
| 2.0 16V HDI FAP          | 1997                    | 140 (103)/4000                             | 320(360)/2000                            | R4                       | DOHC/16                        | 10,6                          | 204                      | 5,8                         |
| 2.0 16V HDI FAP          | 1997                    | 163 (120)/3750                             | 340/2000                                 | R4                       | DOHC/16                        | 9,1                           | 210                      | 5,6                         |
| 2.2 16V HDI Bi-Turbo     | 2179                    | 170 (125)/4000                             | 370/1500                                 | R4                       | DOHC/16                        | 9,2                           | 219                      | 6,5                         |
| 2.2 16V HDI Aut.         | 2179                    | 204 (150)/3500                             | 450/2000                                 | R4                       | DOHC/16                        | 8,3                           | 230                      | 5,9                         |
| 2.7 V6 HDI Bi-Turbo Aut. | 2721                    | 204 (150)/4000                             | 440/1900                                 | V6                       | DOHC/24                        | 8,9                           | 224                      | 8,4                         |
| 3.0 V6 HDI Bi-Turbo Aut. | 2992                    | 241 (177)/3800                             | 450/1600                                 | V6                       | DOHC/24                        | 7,9                           | 243                      | 7,4                         |

## Trzecia generacja

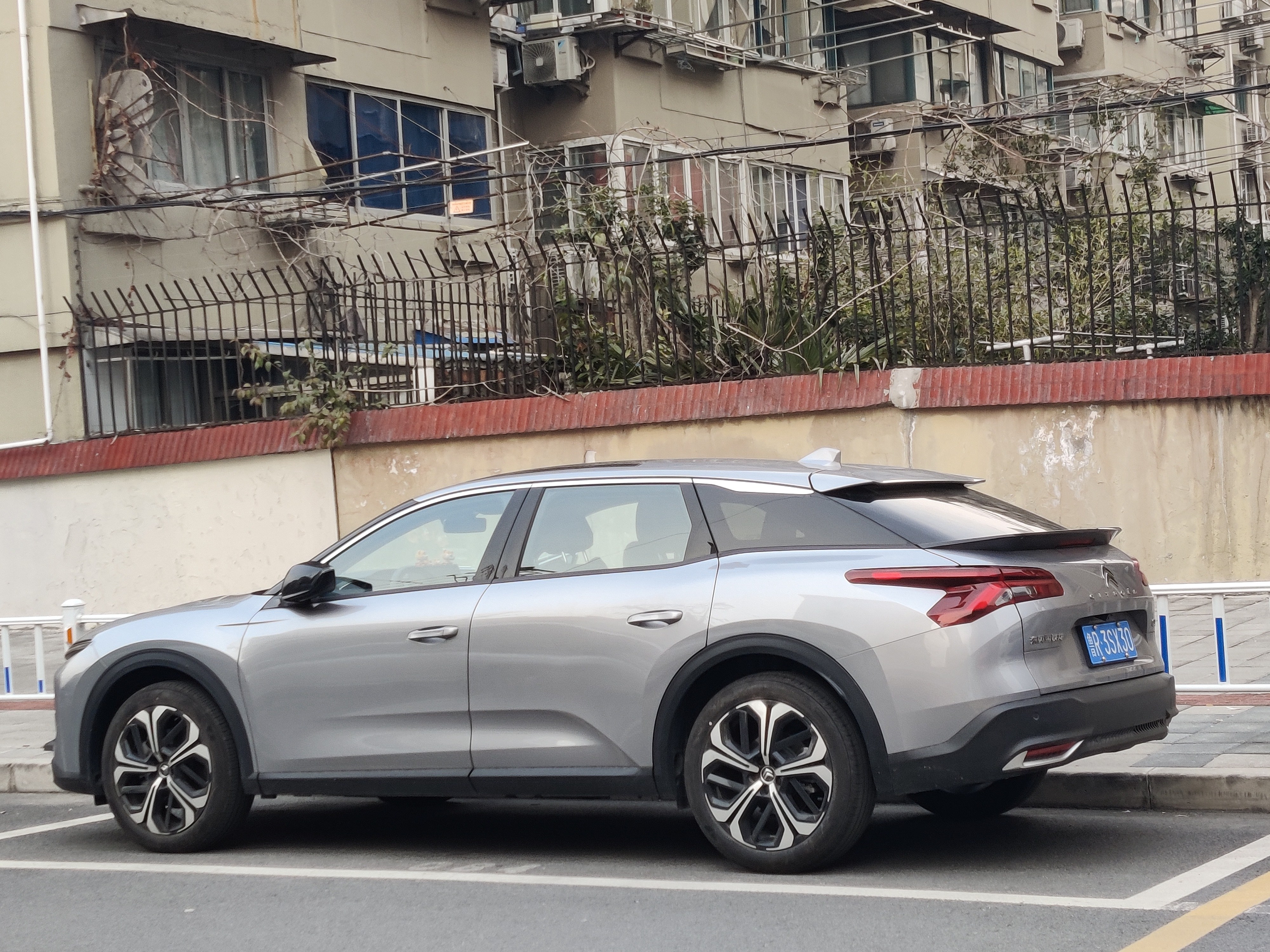
Citroën C5X

Citroën C5X został zaprezentowany po raz pierwszy w 2021 roku. Samochód stał się crossoverem i został opracowany na platformie PSA EMP2, takiej samej jak Peugeot 508. Samochód otrzymał aktywne zawieszenie Progressive Hydraulic Cushions, znane z Citroëna C5 Aircross, miękkie fotele Advanced Comfort oraz 12-calowy ekran dotykowy. Pojawią się dwie modyfikacje – benzynowa i hybrydowa ë-Comfort.
Citroën C5X jest powrotem francuskiego producenta samochodów do autosegmentu D, którym ostatnim europejskim reprezentantem był produkowany w latach 2001-2017 (do 2020 roku także oferowany w Chinach) Citroën C5 II generacji. Początkowo nazwę C5 przejął Citroën C5 Aircross, aczkolwiek jest to kompaktowy crossover.
Samochód jest produkowany jedynie w chińskiej fabryce Citroëna w Chengdu. W Europie sprzedaż rozpoczęła się w drugiej połowie 2021 roku.